# Aeschynanthus apicidens
Aeschynanthus apicidens là một loài thực vật có hoa trong họ Tai voi. Loài này được Hance mô tả khoa học đầu tiên năm 1883.